# Divisão N.º 18 (Manitoba)
A Divisão N.º 18 é uma das vinte e três divisões do censo da província de Manitoba no Canadá. A região tinha uma população de 10.405 habitantes de acordo com o censo canadense de 2006. A base econômica da divisão inclui a produção de cereais, o gado, e a silvicultura.